# Richard Eichberg
Pour les articles homonymes, voir Eichberg.
Richard Eichberg est un réalisateur et producteur de cinéma allemand, né le 27 octobre 1888 à Berlin et mort le 8 mai 1953 à Munich.

## Biographie
Richard Eichberg était l'époux de l'actrice Lee Parry qu'il avait rencontrée en 1919 lors de la préparation de son film Sünden der Eltern. Il a réalisé 88 films entre 1915 et 1949 et en a produit 81 entre 1915 et 1950.

## Filmographie partielle
- 1917 : Das Bacchanal des Todes
- 1922 : Monna Vanna
- 1923 : Fräulein Raffke
- 1925 : Die Motorbraut (The Motorist Bride)
- 1926 : Die keusche Susanne
- 1929 : Großstadtschmetterling
- 1930 : Oiseaux de nuit (Der Greifer)
- 1930 : The Flame of Love
- 1930 : Hai-Tang
- 1931 : Les Bas-fonds de Hambourg (ou Casse-cou) (Der Draufgänger)
- 1935 : Le Contrôleur des wagons-lits (Der Schlafwagenkontrolleur)
- 1935 : Quadrille d'amour coréalisé avec Germain Fried
- 1938 : Le Tigre du Bengale
- 1938 : Le Tombeau hindou (Das indische Grabmal)